# Нижній Рейн

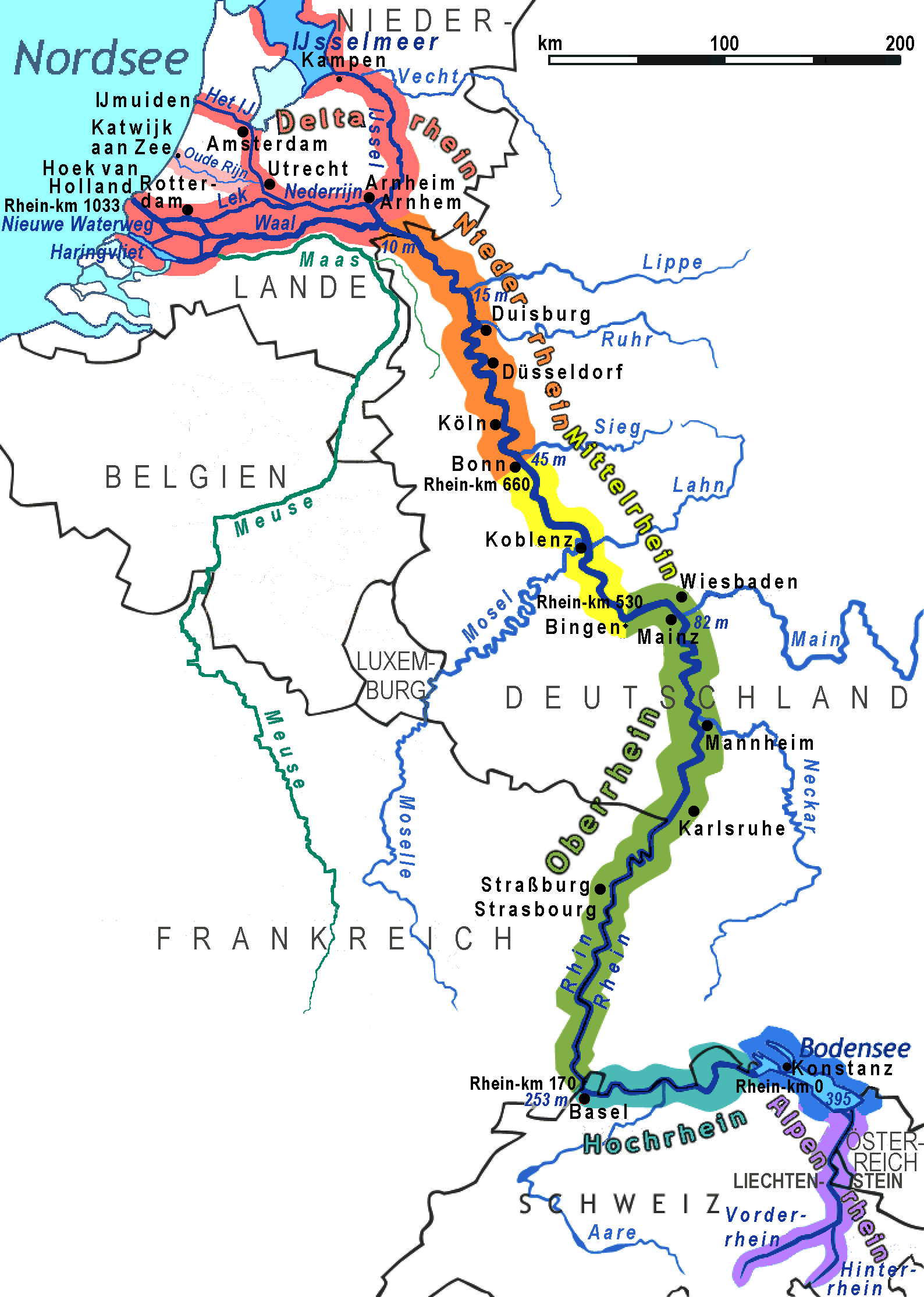
Мапа Рейну, на якій показано чотири частини Рейну, Нижній Рейн позначено помаранчевим кольором

Нижній Рейн (нім. Niederrhein; від 660 до 1033 км річки Рейн) тече від Бонна, Німеччина, до Північного моря в Гук-ван-Голланд, Нідерланди (включаючи Недеррейн або «Нижній Рейн» у дельті Рейну-Маасу-Шельди); альтернативно, Нижній Рейн може стосуватися частини вище за течією Паннерденс-Коп, виключаючи Недеррейн. 

Середній Рейн переходить у Нижній в Бонні, у тому місці, де у місці злиття із Зігом починається Північнонімецька низовина. 
Нижній Рейн тече між відмітками 50 та 12 метрів н. р. м. 
Найважливіші його притоки — Рур та Ліппе. 
Як і Верхній, меандрований Нижній Рейн забраний у постійне річище під час проведених гідротехнічних робіт. 
Однак оскільки на Нижньому Рейні дамби, що огороджують, розставлені ширше, у повінь він розливається більш просторо, ніж Верхній Рейн.
За 30 кілометрів нижче за течією біля Везеля від Рейну відгалужується канал Везель — Даттельн. 
Цей судноплавний канал, що прямує із заходу на схід паралельно до течії річки Ліппе, є однією з найважливіших транспортних артерій. 
Між Еммеріхом і Клеве над річкою завширшки понад 400 м натягнутий найдовший висячий міст у Німеччині.
Майже відразу після перетину кордону з Нідерландами Рейн розпадається на численні рукави. 
Основний рукав називається Вааль, який тече від Неймегену до Маасу; після чого він називається Мерведе. 
Поблизу Роттердама річка відома як Ньїве-Маас і після злиття з Ауде-Маас має назву Схер і далі через канал Ньїве-Ватервег, що впадає в Північне море біля Гук-ван-Голланд.
Недеррейн стосується до більш північного колишнього головного рукава Рейну, який протікає повз Арнем; відокремлюється від Ейсселя, який впадає в Ейсселмер, а потім розпадається на Лек і Кромме-Рейн у Вейк-бей-Дюрстеде. 
Лек впадає в Мерведе. 
Кромме-Рейн продовжується повз Утрехт, стає Лейдсе-Рейн, потім Ауде-Рейн і впадає в Північне море в Катвейк.